# Васляєв Володимир Олександрович
Володимир Олександрович Васляєв (нар. 8 січня 1924, селище Лозова Павлівка (тепер у складі міста Брянка) Луганської області — 4 жовтня 1980, місто Миколаїв) — радянський державний і партійний діяч, перший секретар Миколаївського обласного комітету КПУ. Член Ревізійної Комісії КПУ в 1966—1971 р. Член ЦК КПУ в 1971—1980 р. Кандидат у члени ЦК КПРС у 1976—1980 р. Депутат Верховної Ради УРСР 7—8-го скликань. Депутат Верховної Ради СРСР 9—10-го скликань.

## Життєпис
Народився в родині службовця. У 1941 році закінчив середню школу. З початком німецько-радянської війни евакуювався до Сталінграду. З грудня 1941 по вересень 1942 року працював слюсарем на Сталінградському металургійному заводі «Красный Октябрь».
У вересні 1942 року призваний до лав РСЧА і направлений до 19-го навчального танкового полку в місті Нижній Тагіл. Після закінчення навчання, призначений командиром танку і направлений до складу 3-ї танкової бригади 23-го танкового корпусу 3-го Українського фронту. Брав безпосередню участь у зайнятті радянськими військами Миколаївщини і міста Миколаєва у березні 1944 року. Брав участь у військових операціях на території Румунії, Угорщини, Австрії. Член ВКП(б) з 1944 року.
У 1947 році був демобілізований і оселився в Миколаєві. Працював слюсарем-монтажником на суднобудівному заводі імені 61-го комунара.
У 1947—1953 роках — студент факультету машинобудування Миколаївського кораблебудівного інституту. Інститут закінчив з відзнакою. У 1953 році працював завідувачем лабораторії Миколаївського кораблебудівного інституту.
У 1953—1956 роках — завідувач промислово-транспортного відділу Миколаївського міського комітету КПУ.
У 1956—1958 роках — 2-й секретар Заводського районного комітету КПУ міста Миколаєва. У 1958—1961 роках — 1-й секретар Заводського районного комітету КПУ міста Миколаєва.
У 1961 — січні 1963 року — 1-й секретар Миколаївського міського комітету КПУ Миколаївської області.
У січні 1963 — грудні 1964 року — 2-й секретар Миколаївського промислового обласного комітету КПУ.
У грудні 1964 — грудні 1965 року — 1-й секретар Миколаївського міського комітету КПУ Миколаївської області.
У грудні 1965 — 27 березня 1971 року — 2-й секретар Миколаївського обласного комітету КПУ.
З 27 березня 1971 року по 4 жовтня 1980 року — 1-й секретар Миколаївського обласного комітету КПУ.
За часи керівництва Васляєва Миколаївщина досягла високих результатів в розвитку суднобудування, атомної енергетики, хімічної промисловості, сільського господарства. Було збудовано понад двадцять великих промислових підприємств, сотні інших об'єктів. Обирався делегатом з'їздів КПРС та КПУ.
Помер після важкої тривалої хвороби 4 жовтня 1980 року. Похований на Миколаївському міському цвинтарі.

## Нагороди
- два ордени Леніна
- орден Трудового Червоного Прапора
- орден «Знак Пошани»
- два ордени Червоної Зірки
- медалі

## Пам'ять
- В пам'ять про Володимира Васляєва 16 грудня 1980 року в місті Миколаєві було перейменовано Театральну вулицю у вулицю Володимира Васляєва. У 2015 році назва вулиці підпала під закон про декомунізацію в Україні. 19 лютого 2016 року була повернута первісна назва — вулиця Театральна[1].
- Гіпсовий портрет Володимира Васляєва у 1982 році виконала миколаївська скульпторка Ганна Ковальчук[2].
- На будинку, в якому останні роки мешкав В. О. Васляєв, було встановлено меморіальну дошку.
- На ЧСЗ збудовано і 5 грудня 1986 року спущено на воду газотурбохід «Володимир Васляєв».

## Галерея

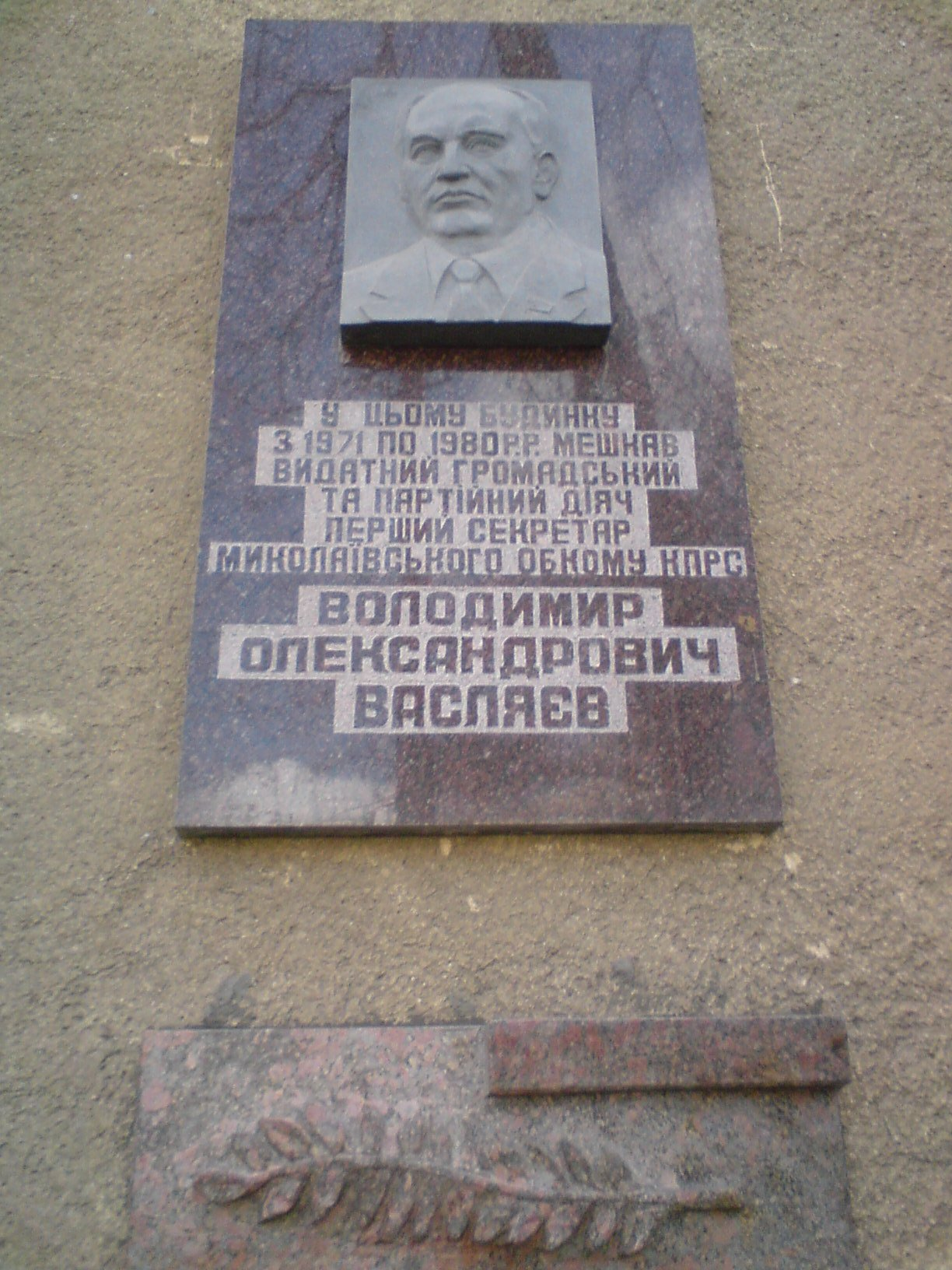
Меморіальна дошка на будинку, де мешкав В. О. Васляєв
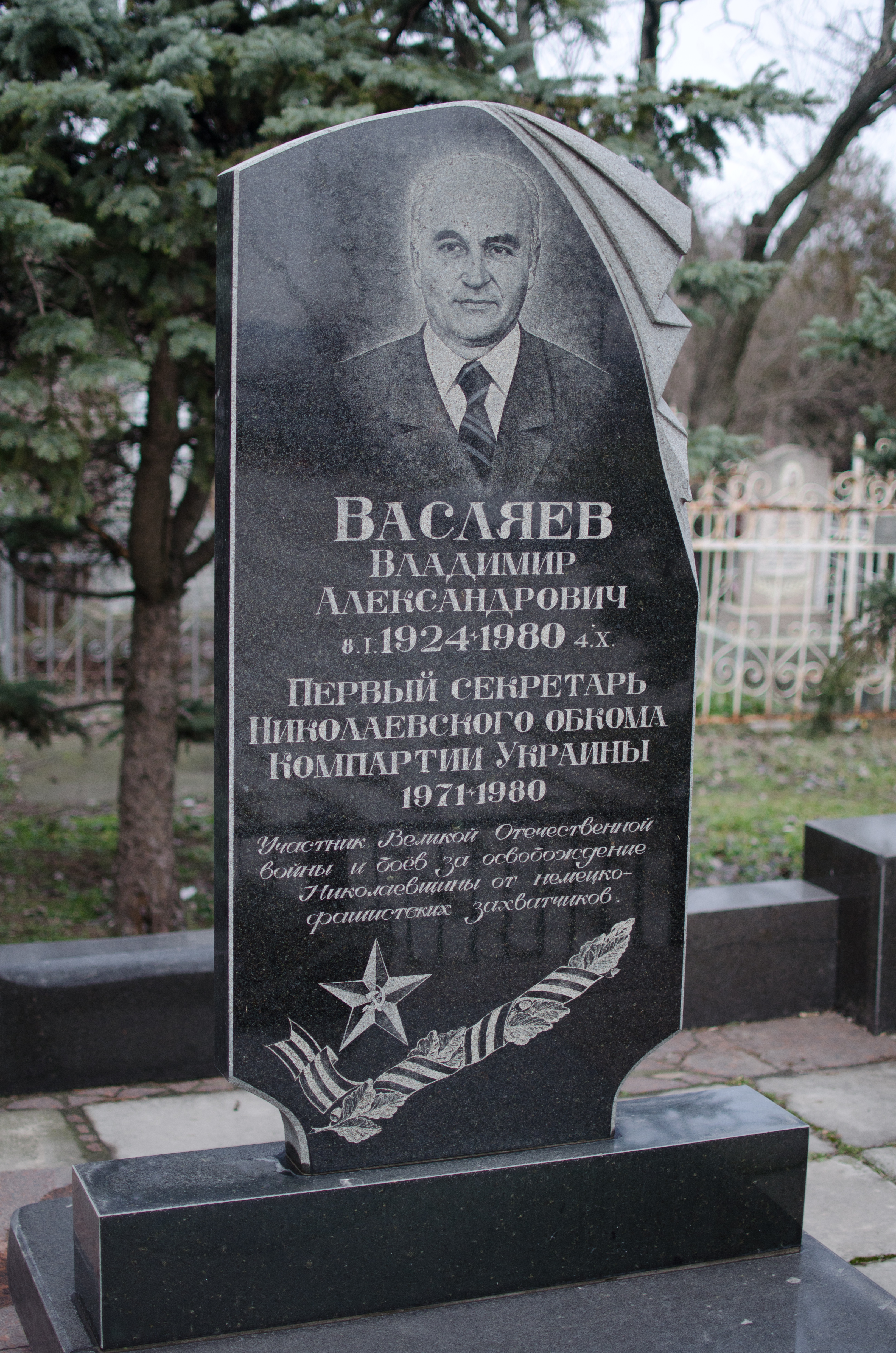
Могила Володимира Васляєва на старому цвинтарі Миколаєва